# Ділан Макдермотт
Марк Ентоні Макдермотт (англ. Mark Anthony McDermott), відомий як Ділан Макдермотт (англ. Dylan McDermott; нар. 26 жовтня 1961, Вотербері, Коннектикут, США) — американський актор, найбільш відомий за своїми ролями в телесеріалах «Практика» й «Американська історія жаху».

## Життєпис

### Ранні роки
Марк Ентоні Макдермотт народився у Вотербері, Коннектикут в родині Діани і Річарда Макдермоттів. У батька — ірландське походження, а у матері в роду були італійці, англійці, ірландці та французи. Коли народився Марк, його матері було 15 років, а батькові — 17. Пізніше народилася сестра Робін. У 1967 році батьки розлучилися і діти переїхали з Діаною в будинок її матері. 9 лютого 1967 року Діана була застрелена. Спочатку встановили, що це був нещасний випадок, пізніше поліція пред'явила звинувачення Джону Спонцові, який жив тоді з Діаною Макдермотт. Спонца стверджував, що вона випадково застрелилася під час чищення зброї. Зрештою Спонца, який за даними поліції був пов'язаний з організованою злочинністю, був застрелений у 1972 році, його тіло знайшли в багажнику автомобіля на парковці. Марку було 5 років, коли мати померла, і він із сестрою далі виховувався бабусею по материнській лінії.

### Кар'єра
Марк Макдермотт дебютував на великому екрані в 1989 році з невеликої ролі у фільмі «Смерч». Пізніше він досяг більшої популярності після ролі у фільмі «На лінії вогню». Його проривом стала роль у серіалі «Практика». У 1998 році актор був включений у список «50 найкрасивіших людей у світі» за версією журналу «People».
У різні роки він також знявся у фільмах «Сталеві магнолії» (1990), «Дестіні вмикає радіо» (1995), «Вислизаючий ідеал» (1997), «Танго втрьох» (1999), «Принцеса спецій» (2005).
У 2007-2010 роках він знявся в двох нетривалих серіалах — «Великі цабе» (Big Shots) і «Під прикриттям» (Dark Blue). У 2011 році він отримав одну із головних ролей в серіалі «Американська історія жахів». Його наступним проєктом стала роль батька головного героя в екранізації роману «Переваги скромників» в 2012 році. У 2013 році він знявся в закритому після одного сезону серіалі «Заручники» з Тоні Коллетт, а в 2014 році отримав основну роль в серіалі «Сталкер» з Меггі К'ю.

### Особисте життя
Макдермотт відомий завдяки своєму модному стилю в одязі, завдяки якому потрапляв на обкладинки журналів «People», «GQ», «Men's Health» та інших.
З 1995 по 2007 був одружений з актрисою Шивою Роуз, має двох дочок Колетт і Шарлотт.
З лютого 2015 року було заручений із колегою по серіалу «Сталкер» Меггі К'ю. У лютому 2019 року пара розлучилася.

## Фільмографія
| Рік       |    | Українська назва                          | Оригінальна назва                     | Роль                                           |
| --------- | -- | ----------------------------------------- | ------------------------------------- | ---------------------------------------------- |
| 1987      | ф  | Висота «Гамбургер»                        | Hamburger Hill                        | Сержант Адам Франц                             |
| 1988      | ф  | Блакитна ігуана                           | The Blue Iguana                       | Вінс Голловей                                  |
| 1989      | ф  | Смерч                                     | Twister                               | Кріс                                           |
| 1989      | тф | Неонова імперія                           | The Neon Empire                       | Вік                                            |
| 1989      | ф  | Сталеві магнолії                          | Steel Magnolias                       | Джексон Летчері                                |
| 1990      | ф  | Залізяка                                  | Hardware                              | Мозес Бекстер                                  |
| 1991      | ф  | Де сплять собаки                          | Where Sleeping Dogs Lie               | Брюс Сіммонс                                   |
| 1991      | тф |                                           | Into the Badlands                     | Маккомас                                       |
| 1992      | ф  | Дівчина із Джерсі                         | Jersey Girl                           | Сел                                            |
| 1992      | с  | Байки зі склепу                           | Tales from the Crypt                  | Джордж Ґетлін (Епізод: "This'll Kill Ya")      |
| 1992      | тф | Страх всередині                           | The Fear Inside                       | Піт Кесвелл                                    |
| 1993      | ф  | На лінії вогню                            | In the Line of Fire                   | Аль Д'Андреа                                   |
| 1994      | ф  |                                           | The Cowboy Way                        | Джон Старк                                     |
| 1994      | ф  | Диво на 34-й вулиці                       | Miracle on 34th Street                | Браян Бедфорд                                  |
| 1995      | ф  | Дестіні вмикає радіо                      | Destiny Turns on the Radio            | Джульєн Ґоддард                                |
| 1995      | ф  | Додому на свята                           | Home for the Holidays                 | Лео Фіш                                        |
| 1997      | ф  | Допоки з тобою                            | 'Til There Was You                    | Нік                                            |
| 1997—2004 | с  | Практика                                  | The Practice                          | Боббі Доннел (147 епізодів)                    |
| 1998      | с  | Еллі Макбіл                               | Ally McBeal                           | Боббі Доннел (2 епізоди)                       |
| 1998      | с  |                                           | Sin City Spectacular                  | у ролі самого себе (Епізод: "1.5")             |
| 1999      | ф  | Танго втрьох                              | Three to Tango                        | Чарлі Ньюман                                   |
| 2001      | ф  | Техаські рейнджери                        | Texas Rangers                         | Ліндер Макнеллі                                |
| 2003      | ф  | Клубна манія                              | Party Monster                         | Пітер Гатьєн                                   |
| 2003      | с  | Вілл і Грейс                              | Will & Grace                          | Том (Епізод: "eart Like a Wheelchair")         |
| 2003      | ф  | Авеню Вандерленд                          | Wonderland                            | Девід Лінд                                     |
| 2003      | ф  | Вердикт за гроші                          | Runaway Jury                          | Джейкоб Вудс                                   |
| 2004      | с  | Сітка                                     | The Grid                              | Агент ФБР Макс Кенері (6 епізодів)             |
| 2005      | ф  | Едісон                                    | Edison                                | Лазеров                                        |
| 2005      | ф  | Орендарі                                  | The Tenants                           | Гаррі Лессер                                   |
| 2005      | ф  | Принцеса спецій                           | The Mistress of Spices                | Дуг                                            |
| 2006      | ф  | Неперевершений Гарольд                    | Unbeatable Harold                     | Джейк Саламандер                               |
| 2006      | тф |                                           | A House pided                         | Андерсон                                       |
| 2006      | с  |                                           | 3 lbs.                                | Д-р Дуглас Гансон (непроданий пілотний епізод) |
| 2007      | ф  | Посланці                                  | Messengers                            | Рой                                            |
| 2007—2008 | с  |                                           | Big Shots                             | Данкан Коллінсворт (11 епізодів)               |
| 2007      | ф  |                                           | Have Dreams, Will Travel              | дядька                                         |
| 2009      | ф  | Милосердя                                 | Mercy                                 | Джейк                                          |
| 2009—2010 | с  | Похмурий сум                              | Dark Blue                             | Лейтенант Картер Шоу (20 епізодів)             |
| 2010      | ф  | Палаючі пальми                            | Burning Palms                         | Денніс Маркс                                   |
| 2010      | кф |                                           | The Douche: School of Dance           | Джон Душе                                      |
| 2010      | ф  | Загублене плем'я                          | The Lost Island                       | Джон Бейнс                                     |
| 2011      | с  | Американська історія жаху: Будинок-убивця | American Horror Story: Murder House   | Бен Гармон (12 епізодів)                       |
| 2012      | ф  | Ніхто не йде                              | Nobody Walks                          | Лерой                                          |
| 2012      | ф  | Брудна кампанія за чесні вибори           | The Campaign                          | Тім Воттлі                                     |
| 2012      | ф  | Переваги скромників                       | The Perks of Being a Wallflower       | містер Келмекіс                                |
| 2012—2013 | с  | Американська історія жаху: Притулок       | American Horror Story: Asylum         | Джонні (5 епізодів)                            |
| 2013      | ф  | Падіння Олімпу                            | Olympus Has Fallen                    | Форбс                                          |
| 2013—2014 | с  |                                           | Hostages                              | Данкан Карслайл (15 епізодів)                  |
| 2014      | ф  | Відморожені                               | Freezer                               | Роберт                                         |
| 2014      | ф  | Погана поведінка                          | Behaving Badly                        | Джиммі Ліч                                     |
| 2014      | ф  | Страховик                                 | Automata                              | Шон Воллес                                     |
| 2014—2015 | с  | Сталкер                                   | Stalker                               | Джек Ларсен (20 епізодів)                      |
| 2014      | ф  | Таємниця Мерсі                            | Mercy                                 | Джим Свонн                                     |
| 2015      | ф  |                                           | Survivor                              | Сем Паркер                                     |
| 2015      | мф | Таємниця школи НЛО                        | UFO学園の秘密 / UFO Gakuen no Himitsu | Суґуру Йоаке (голос)                           |
| 2017      | ф  |                                           | Blind                                 | Марк Датчмен                                   |
| 2018      | ф  | Джозі                                     | Josie                                 | Генк                                           |
| 2018      | ф  | Гвоздичний убивця                         | The Clovehitch Killer                 | Дон Бернсайд                                   |
| 2018      | с  | Із Лос-Анджелеса у Вегас                  | LA to Vegas                           | Капітан Дейв (15 епізодів)                     |
| 2018      | с  | Американська історія жаху: Апокаліпсис    | American Horror Story: Apocalypse     | Бен Гармон (Епізод: "Return to Murder House")  |
| 2019      | с  | Політик                                   | The Politician                        | Тео Слоан (3 епізоди)                          |
| 2019      | с  | Американська історія жаху: 1984           | American Horror Story: 1984           | Брюс (3 епізоди)                               |
| 2019      | с  |                                           | No Activity                           | Клінт Бергман (7 епізодів)                     |
| 2020      | с  | Голлівуд                                  | Hollywood                             | Ерні Вест (7 епізодів)                         |
| 2021      | ф  | Король Річард                             | King Richard                          | Уілл Ходжес                                    |
| 2021—2022 | с  |                                           | Law & Order: Organized Crime          | Річард Вітлі (15 епізодів)                     |
| 2021      | с  | Американські історії жахів                | American Horror Stories               | Бен Гармон (1 епізод)                          |
| 2021      | с  | Закон і порядок: Спеціальний корпус       | Law & Order: Special Victims Unit     | Річард Вітлі (1 епізод)                        |
| 2022—2025 | с  | ФБР: Найбільш розшукувані                 | FBI: Most Wanted                      | Ремі Скотт (54 епізоди)                        |
| 2023      | с  | ФБР                                       | FBI                                   | Ремі Скотт (1 епізод)                          |

## Нагороди і номінації
| Рік  | Нагороди                                        | Організації                                             | Номінації                                                   | Роботи                                 | Примітки                  | Результати |
| ---- | ----------------------------------------------- | ------------------------------------------------------- | ----------------------------------------------------------- | -------------------------------------- | ------------------------- | ---------- |
| 2020 | Primetime Emmy                                  | Primetime Emmy Awards                                   | Outstanding Supporting Actor in a Limited Series or Movie   | Hollywood (2020)                       | За роль Ерні              | Номінація  |
| 2020 | OFTA Television Award                           | Online Film & Television Association                    | Best Supporting Actor in a Motion Picture or Limited Series | Hollywood (2020)                       |                           | Номінація  |
| 2019 | Gold Derby TV Award                             | Gold Derby Awards                                       | Drama Guest Actor                                           | American Horror Story (2011)           | За «Апокаліпсис»          | Номінація  |
| 2016 | BTVA Anime Dub Movie/Special Voice Acting Award | Behind the Voice Actors Awards                          | Best Vocal Ensemble in an Anime Feature Film/Special        | UFO gakuen no himitsu (2015)           | Разом з іншими акторами   | Номінація  |
| 2015 | People's Choice Award                           | People's Choice Awards, USA                             | Favorite Actor in a New TV Series                           |                                        |                           | Номінація  |
| 2012 | Saturn Award                                    | Academy of Science Fiction, Fantasy & Horror Films, USA | Best Actor on Television                                    | American Horror Story (2011)           | За сезон «Будинок-убивця» | Номінація  |
| 2012 | Gold Derby TV Award                             | Gold Derby Awards                                       | TV Movie/Mini Lead Actor                                    | American Horror Story (2011)           |                           | Номінація  |
| 2012 | SDFCS Award                                     | San Diego Film Critics Society Awards                   | Best Ensemble Performance                                   | The Perks of Being a Wallflower (2012) | Разом з іншими акторами   | Перемога   |
| 2004 | Prism Award                                     | Prism Awards                                            | Performance in a Theatrical Feature Film                    | Wonderland (2003)                      |                           | Номінація  |
| 2001 | Golden Globe                                    | Golden Globes, USA                                      | Best Performance by an Actor in a Television Series — Drama | The Practice (1997)                    |                           | Номінація  |
| 2001 | Actor                                           | Screen Actors Guild Awards                              | Outstanding Performance by an Ensemble in a Drama Series    | The Practice (1997)                    | Разом з іншими акторами   | Номінація  |
| 2000 | Golden Globe                                    | Golden Globes, USA                                      | Best Performance by an Actor in a Television Series — Drama | The Practice (1997)                    |                           | Номінація  |
| 2000 | OFTA Television Award                           | Online Film & Television Association                    | Best Actor in a Drama Series                                | The Practice (1997)                    |                           | Номінація  |
| 2000 | Golden Satellite Award                          | Satellite Awards                                        | Best Performance by an Actor in a Series, Drama             | The Practice (1997)                    |                           | Номінація  |
| 2000 | Actor                                           | Screen Actors Guild Awards                              | Outstanding Performance by an Ensemble in a Drama Series    | The Practice (1997)                    | Разом з іншими акторами   | Номінація  |
| 2000 | Q Award                                         | Viewers for Quality Television Awards                   | Best Actor in a Quality Drama Series                        | The Practice (1997)                    |                           | Номінація  |
| 1999 | Golden Globe                                    | Golden Globes, USA                                      | Best Performance by an Actor in a Television Series — Drama | The Practice (1997)                    |                           | Перемога   |
| 1999 | Primetime Emmy                                  | Primetime Emmy Awards                                   | Outstanding Lead Actor in a Drama Series                    | The Practice (1997)                    | За роль Боббі Доннела     | Номінація  |
| 1999 | OFTA Television Award                           | Online Film & Television Association                    | Best Actor in a Drama Series                                | The Practice (1997)                    |                           | Перемога   |
| 1999 | Golden Satellite Award                          | Satellite Awards                                        | Best Actor in a Series, Drama                               | The Practice (1997)                    |                           | Номінація  |
| 1999 | Actor                                           | Screen Actors Guild Awards                              | Outstanding Performance by an Ensemble in a Drama Series    | The Practice (1997)                    | Разом з іншими акторами   | Номінація  |
| 1999 | TCA Award                                       | Television Critics Association Awards                   | Individual Achievement in Drama                             | The Practice (1997)                    |                           | Номінація  |
| 1999 | Q Award                                         | Viewers for Quality Television Awards                   | Best Actor in a Quality Drama Series                        | The Practice (1997)                    |                           | Номінація  |
| 1998 | Q Award                                         | Viewers for Quality Television Awards                   | Best Actor in a Quality Drama Series                        | The Practice (1997)                    |                           | Номінація  |

## Ланки
- Ділан Макдермотт на сайті IMDb (англ.)
- Ділан Макдермотт на Internet Off-Broadway Database